# Triorla striola
Triorla striola là một loài ruồi trong họ Asilidae. Triorla striola được Fabricius miêu tả năm 1805.